# モズメイメイ
モズメイメイ（欧字名:Mozu Meimei、2020年2月18日 - ）は、日本の競走馬。主な勝ち鞍は2023年のチューリップ賞、葵ステークス、2024年のアイビスサマーダッシュ。
馬名の意味は、冠名＋人名愛称。

## 戦績
2020年のセレクトセール当歳セッションにて、㈱キャピタル・システムに4600万円で落札された。	
2022年11月19日、東京競馬場第5レースの2歳新馬戦（芝1600m）で、クリストフ・ルメールを背にデビュー。1番人気に応え、デビュー戦を勝利で飾った。
3歳シーズンは2月12日の1勝クラス・こぶし賞より始動し勝利。次走は初の重賞挑戦として3月4日に阪神競馬場で行われたチューリップ賞に出走。好スタートを決めてハナを奪うと、道中はゆったりとしたペースを保ち、直線で最後にもうひと伸びして追い込むコナコーストの追撃をしのぎ切り優勝。重賞初制覇を果たすとともに、桜花賞の優先出走権も手にした。桜花賞では、チューリップ賞で騎乗した武豊がライトクオンタムに騎乗するため、新たに和田竜二とコンビを組むことが決定。4月9日、予定通り桜花賞に出走。単勝27.8倍の低評価となる。レースではいつも通りの逃げの手に持ち込んだが、直線半ばでコナコーストに交わされると後退。13着に終わった。鞍上の和田は、「脚を残す逃げができなかったですね。リズム良く行けましたけど、最後に止まってしまいました」とコメントした。5月27日、京都競馬場で行われた葵ステークスに出走。鞍上は武豊に戻った。破竹のオープン3連勝を果たしたビッグシーザー、橘ステークスを5馬身差で圧勝したルガルなど好メンバーが揃う中、単勝8.7倍の4番人気に推された。レース本番、7枠15番に入り、ゲートが開いた瞬間に鋭く反応し、1馬身ほど他馬に差をつける抜群のロケットスタートから先手を奪うと、最後には上記の2頭が2番手争いをする中、そのまま半馬身差で逃げ切りを果たし、重賞2勝目を飾った。勝ちタイムは1:07.1。これは葵ステークスがオープン競走だった時代（2017年まで）も含めて最速であったカルストンライトオのタイム1:07.4を0.5秒も上回るレースレコードであった。レース後、武は「もともとスタートが速い馬ですが、きょうはタイミングが合いすぎました。速かったです。逃げというのは頭にはなかったですが、スタートを出たので行きました。後ろが来たのは分かっていましたが、前半のアドバンテージが生きましたね」と語った。その後短距離重賞路線に進むが、同年のスプリンターズステークスをはじめ、2桁着順が続く。
2024年、北九州記念で今までの先行策から中団待機に作戦変更すると3着となり、続くアイビスサマーダッシュでは1年ぶりの重賞勝利を果たした。
2025年3月5日、定年解散した音無秀孝厩舎から、新規開業した前川恭子厩舎に担当厩務員の内徳典行とともに転厩。

## 競走成績
以下の内容は、netkeiba.comおよびJBISサーチの情報に基づく。
| 競走日     | 競馬場 | 競走名          | 格   | 距離（馬場）  | 頭 数 | 枠 番 | 馬 番 | オッズ （人気） | 着順 | タイム （上り3F） | 着差 | 騎手        | 斤量 [kg] | 1着馬（2着馬）         | 馬体重 [kg] |
| ---------- | ------ | --------------- | ---- | ------------- | ----- | ----- | ----- | --------------- | ---- | ----------------- | ---- | ----------- | --------- | ---------------------- | ----------- |
| 2022.11.19 | 東京   | 2歳新馬         |      | 芝1600m（良） | 14    | 3     | 3     | 002.10（1人）   | 01着 | R1:35.7（33.1）   | -0.1 | 0C.ルメール | 54        | （ニシノトレンディー） | 456         |
| 0000.12.10 | 中京   | つわぶき賞      | 1勝  | 芝1400m（良） | 13    | 3     | 3     | 008.50（4人）   | 03着 | R1:20.9（34.1）   | -0.1 | 0国分恭介   | 54        | ルミノメテオール       | 456         |
| 2023.02.12 | 阪神   | こぶし賞        | 1勝  | 芝1600m（良） | 7     | 4     | 4     | 002.40（1人）   | 01着 | R1:34.7（34.2）   | -0.1 | 0武豊       | 54        | （オーシャントライブ） | 456         |
| 0000.03.04 | 阪神   | チューリップ賞  | GII  | 芝1600m（良） | 17    | 5     | 9     | 016.20（7人）   | 01着 | R1:34.0（34.1）   | -0.0 | 0武豊       | 54        | （コナコースト）       | 456         |
| 0000.04.09 | 阪神   | 桜花賞          | GI   | 芝1600m（良） | 18    | 3     | 6     | 027.80（7人）   | 13着 | R1:33.2（35.6）   | -1.1 | 0和田竜二   | 55        | リバティアイランド     | 456         |
| 0000.05.27 | 京都   | 葵S             | GIII | 芝1200m（良） | 18    | 7     | 15    | 008.70（4人）   | 01着 | R1:07.1（33.2）   | -0.1 | 0武豊       | 55        | （ルガル）             | 466         |
| 0000.08.20 | 小倉   | 北九州記念      | GIII | 芝1200m（良） | 18    | 8     | 18    | 005.30（2人）   | 10着 | R1:08.0（34.8）   | -0.7 | 0松若風馬   | 54        | ジャスパークローネ     | 458         |
| 0000.10.01 | 中山   | スプリンターズS | GI   | 芝1200m（良） | 16    | 8     | 16    | 044.7（12人）   | 16着 | R1:09.5（36.0）   | -1.5 | 0武豊       | 54        | ママコチャ             | 460         |
| 0000.11.03 | 大井   | JBCスプリント   | JpnI | ダ1200m（良） | 15    | 5     | 9     | 021.90（6人）   | 11着 | R1:15.0（40.3）   | -3.0 | 0松山弘平   | 54        | イグナイター           | 451         |
| 0000.11.26 | 京都   | 京阪杯          | GIII | 芝1200m（良） | 18    | 6     | 12    | 027.00（9人）   | 12着 | R1:08.3（33.8）   | -0.9 | 0永島まなみ | 55        | トウシンマカオ         | 456         |
| 2024.02.17 | 京都   | 京都牝馬S       | GIII | 芝1400m（良） | 18    | 8     | 16    | 086.5（12人）   | 12着 | R1:21.2（35.4）   | -0.9 | 0田口貫太   | 57        | ソーダズリング         | 466         |
| 0000.03.24 | 中京   | 高松宮記念      | GI   | 芝1200m（重） | 18    | 2     | 4     | 147.2（16人）   | 15着 | R1:10.8（34.4）   | -1.9 | 0藤岡佑介   | 56        | マッドクール           | 456         |
| 0000.06.30 | 小倉   | 北九州記念      | GIII | 芝1200m（稍） | 18    | 4     | 7     | 091.1（16人）   | 03着 | R1:08.3（35.1）   | -0.4 | 0国分恭介   | 55        | ピューロマジック       | 468         |
| 0000.07.28 | 新潟   | アイビスSD      | GIII | 芝1000m（良） | 18    | 7     | 15    | 007.60（3人）   | 01着 | R0:55.3（32.8）   | -0.1 | 0国分恭介   | 55        | （ウイングレイテスト） | 464         |
| 0000.09.08 | 中京   | セントウルS     | GII  | 芝1200m（良） | 18    | 1     | 1     | 010.90（7人）   | 03着 | R1:07.9（34.0）   | -0.2 | 0国分恭介   | 55        | トウシンマカオ         | 464         |
| 0000.09.29 | 中山   | スプリンターズS | GI   | 芝1200m（良） | 16    | 4     | 8     | 055.9（11人）   | 10着 | R1:07.6（33.5）   | -0.6 | 0国分恭介   | 56        | ルガル                 | 464         |
| 0000.11.24 | 京都   | 京阪杯          | GIII | 芝1200m（良） | 18    | 7     | 14    | 007.20（4人）   | 11着 | R1:08.8（34.3）   | -1.1 | 0国分恭介   | 56        | ビッグシーザー         | 466         |
| 0000.12.21 | 京都   | 阪神C           | GII  | 芝1400m（良） | 18    | 2     | 4     | 129.6（15人）   | 15着 | R1:20.9（33.8）   | -0.8 | 0浜中俊     | 56        | ナムラクレア           | 474         |
| 2025.02.22 | 京都   | 阪急杯          | GIII | 芝1400m（良） | 18    | 6     | 12    | 065.3（14人）   | 09着 | R1:22.4（35.3）   | -0.7 | 0松若風馬   | 55        | カンチェンジュンガ     | 468         |
| 0000.03.30 | 中京   | 高松宮記念      | GI   | 芝1200m（良） | 18    | 4     | 7     | 148.3（14人）   | 13着 | R1:09.2（35.0）   | -1.3 | 0松若風馬   | 56        | サトノレーヴ           | 474         |
| 0000.07.06 | 小倉   | 北九州記念      | GIII | 芝1200m（良） | 18    | 3     | 5     | 019.7（10人）   | 15着 | R1:09.2（36.4）   | -1.4 | 0高杉吏麒   | 56.5      | ヤマニンアルリフラ     | 472         |
| 0000.08.03 | 新潟   | アイビスSD      | GIII | 芝1000m（良） | 18    | 8     | 18    | 004.90（3人）   | 06着 | R0:54.0（32.0）   | -0.3 | 0高杉吏麒   | 56        | ピューロマジック       | 472         |

- 競走成績は2025年8月3日現在

## 血統表
| モズメイメイの血統                     | モズメイメイの血統                  | モズメイメイの血統                 | （血統表の出典）                   | （血統表の出典） |
| 父系                                   | サンデーサイレンス系（ヘイロー系）  | サンデーサイレンス系（ヘイロー系） | サンデーサイレンス系（ヘイロー系） |                  |
| 父 リアルインパクト 2008 鹿毛 日本     | 父の父ディープインパクト 2002 鹿毛  | *サンデーサイレンス                | Halo                               | Halo             |
| 父 リアルインパクト 2008 鹿毛 日本     | 父の父ディープインパクト 2002 鹿毛  | *サンデーサイレンス                | Wishing Well                       |                  |
| 父 リアルインパクト 2008 鹿毛 日本     | 父の父ディープインパクト 2002 鹿毛  | *ウインドインハーヘア              | Alzao                              | Alzao            |
| 父 リアルインパクト 2008 鹿毛 日本     | 父の父ディープインパクト 2002 鹿毛  | *ウインドインハーヘア              | Burghclere                         |                  |
| 父 リアルインパクト 2008 鹿毛 日本     | 父の母*トキオリアリティー 1994 栗毛 | Meadowlake                         | Hold Your Peace                    | Hold Your Peace  |
| 父 リアルインパクト 2008 鹿毛 日本     | 父の母*トキオリアリティー 1994 栗毛 | Meadowlake                         | Suspicious Native                  |                  |
| 父 リアルインパクト 2008 鹿毛 日本     | 父の母*トキオリアリティー 1994 栗毛 | What a Reality                     | In Reality                         | In Reality       |
| 父 リアルインパクト 2008 鹿毛 日本     | 父の母*トキオリアリティー 1994 栗毛 | What a Reality                     | What Will Be                       |                  |
| 母 インラグジュアリー 2014 黒鹿毛 日本 | 母の父Frankel 2008 鹿毛             | Galileo                            | Sadler's Wells                     | Sadler's Wells   |
| 母 インラグジュアリー 2014 黒鹿毛 日本 | 母の父Frankel 2008 鹿毛             | Galileo                            | Urban Sea                          |                  |
| 母 インラグジュアリー 2014 黒鹿毛 日本 | 母の父Frankel 2008 鹿毛             | Kind                               | *デインヒル                        | *デインヒル      |
| 母 インラグジュアリー 2014 黒鹿毛 日本 | 母の父Frankel 2008 鹿毛             | Kind                               | Rainbow Lake                       |                  |
| 母 インラグジュアリー 2014 黒鹿毛 日本 | 母の母*インランジェリー 2009 鹿毛   | *エンパイアメーカー                | Unbridled                          | Unbridled        |
| 母 インラグジュアリー 2014 黒鹿毛 日本 | 母の母*インランジェリー 2009 鹿毛   | *エンパイアメーカー                | Toussaud                           |                  |
| 母 インラグジュアリー 2014 黒鹿毛 日本 | 母の母*インランジェリー 2009 鹿毛   | Cat Chat                           | Storm Cat                          | Storm Cat        |
| 母 インラグジュアリー 2014 黒鹿毛 日本 | 母の母*インランジェリー 2009 鹿毛   | Cat Chat                           | Phone Chatter                      |                  |
| 母系(F-No.)                            | (FN:3-o)                            | (FN:3-o)                           | (FN:3-o)                           |                  |
| 5代内の近親交配                        | なし                                | なし                               | なし                               |                  |
| 出典                                   | 1.                                  | 1.                                 | 1.                                 | 1.               |

- 祖母インランジェリーは米G1スピンスターS、米G2ブラックアイドスーザンS勝ち馬。
- 3代母Cat Chatは米G2ナッソーカウンティS勝ち馬。
- 4代母Phone Chatterは米G1BCジュヴェナイルフィリーズ、オークリーフS勝ち馬。
- そのほかの近親にレッドベルジュール、レッドベルオーブ。